# Остров (Карелия)
Остров — деревня в составе Кривецкого сельского поселения Пудожского района Республики Карелия.

## Общие сведения
Расположена на берегу реки Водла.

## Население
| 2002 | 2010 | 2013 |
| ---- | ---- | ---- |
| 8    | ↘3   | →3   |

## Интересные факты
Памятник архитектуры конца XIX века — амбар Пахомова из деревни Остров был перенесён в музей-заповедник «Кижи».